# Rio Platte Sul
O rio South Platte (em inglês:  South Platte River, (em arapaho: Niinéniiniicíihéhe' ), que significa 'rio plano do Sul' (ou meridional), segundo a palavra francesa «platte») é um rio do Centro-Oeste dos Estados Unidos, uma das duas fontes do rio Platte (por usa vez afluente do rio Missouri) que percorre a vertente oriental das Montanhas Rochosas e a parte central das Grandes Planícies. Tem aproximadamente 707 km de comprimento, pelo que se encontra entre os 60 rios mais longos dos Estados Unidos. Drena uma bacia de 62 738 km², que correspondem à maior parte da vertente oriental das Montanhas Rochosas no Colorado e a uma grande região da zona central das Grandes Planícies, em especial dos Planaltos Orientais do Colorado e do sul do Nebraska. No Colorado a sua bacia tem 48 948 km² de área, pelo que é o terceiro rio deste estado em área de drenagem e a principal fonte de abastecimento de água da sua parte oriental, para agricultura na árida região de Colorado Piedmont. A bacia do rio South Platte inclui ainda uma pequena parte do estado de Wyoming no seu extremo sudeste, que corresponde à região dos arredores da cidade de Cheyenne.
Banha a cidade de Denver. Tem várias barragens no seu percurso.
O rio South Platte foi muito importante na expansão para o Oeste dos Estados Unidos, seguindo pelo seu vale a Great Platte River Road, a principal rota para o oeste (na qual confluíam, em Fort Kearny, outras três rotas: o Oregon Trail, o Mormon Trail e o California Trail. Nenhuma destas vias tomava o vale do rio South Platte, seguindo todas pelo vale do rio North Platte.
Administrativamente, o rio percorre os estados do Colorado e do Nebraska.
Os seus principais afluentes são as ribeiras Lodgepole (447 km), Beaver (266 km) e Crow (246 km), o rio Cache la Poudre (203 km), a ribeira Kiowa (198 km), o rio Big Thompson (123 km) e as ribeiras Cherry (103 km), Clear (102 km), Box Elder, Pawnee (74,8 km) e Bijou (73,2 km).